# حمله ۲۰۱۸ کالج پلی‌تکنیک کرچ
حمله ۲۰۱۸ کالج پلی‌تکنیک کرچ (انگلیسی: Kerch Polytechnic College attack) در ۱۷ اکتبر همراه با انفجار در سالن غذاخوری کالج و تیراندازی در ساختمان کالج در شهر کرچ، شبه جزیره کریمه توسط یک دانشجوی سابق این کالج صورت گرفت که منجر به کشته شدن ۲۱ نفر و مجروح شدن ۷۰ نفر شد.

## شرح واقعه
در ۱۷ اکتبر ۲۰۱۸ یک دانشجوی ۱۸ ساله سابق کالج پلی‌تکنیک به نام ولادیسلاو روسلیاکف در شهر کرچ، شبه جزیره کریمه به این کالج حمله کرد. وی با گذاشتن یک بسته انفجاری در سالن غذاخوری کالج و انفجار آن و هم‌زمان تیراندازی در ساختمان کالج با یک اسلحه گرم ۲۰ نفر را به قتل رساند و ۵۳ نفر را زخمی کرد که حال ۱۰ نفر آنها وخیم می‌باشد. اکثر کشته‌شدگان و مجروحین جوان و نوجوان می‌باشند. جسد حمله‌کننده که خودکشی کرده بود در کتابخانه کالج در طبقه دوم ساختمان پیدا شده‌است. وی به‌طور قانونی یک قبضه اسلحه شکاری را در ۸ دسامبر ۲۰۱۸ و فشنگ‌ها را در ۱۳ اکتبر ۲۰۱۸ خریداری کرده بود و بمب نیز دست‌ساز بوده‌است. انگیزه وی برای این حمله هنوز مشخص نیست.

## واکنش‌ها
- در منطقه شبه جزیره کریمه سه روز عزای عمومی اعلام شد.[۸]
- ولادیمیر پوتین، رئیس‌جمهوری روسیه با قربانیان این حادثه ابراز همدردی کرد.
- سرگئی شویگو، وزیر دفاع روسیه برای کمک به قربانیان، بخشی از نیروهای ارتش و تجهیزات لازم را به محل وقوع حادثه فرستاده‌است.[۷]